# سعد أباد (تكاب)
سعد أباد (بالفارسية: سعدآباد) هي قرية تقع في إيران في Takab Rural District. يقدر عدد سكانها بـ 428 نسمة .